# Conistra punctata
Conistra punctata là một loài bướm đêm trong họ Noctuidae.